# Марієтта Альбоні
Марієтта Альбоні — (італ. Marietta Alboni; 6 березня 1826 (за іншими даними 1823) — 23 червня 1894) — італійська оперна співачка (контральто). Гастролювала в Росії 1844—1845, 1852.
У повісті «Прогулка с удовольствием и не без морали» Тарас Шевченко порівняв з Альбоні одного з персонажів — Машу Прехтеля, вродливу дівчину, яка мала чудовий низький голос.